# Надо снимать фильмы о любви
«Надо снимать фильмы о любви» — российский независимый художественный фильм 2024 года, шестой полнометражный фильм режиссёра Романа Михайлова, снятый по его собственному сценарию. Как и в последующем фильме режиссёра «Жар-птица», вышедшем позже в том же году, действие фильма происходит с российской съёмочной группой в Индии.
Премьера фильма состоялась 25 апреля 2024 года на 46-м Московском международном кинофестивале.

## Создание
Тизер фильма был представлен 17 марта 2024 года, при этом Роман Михайлов охарактеризовал фильм как «притчу о рассыпании мира и исправлении, о любви как единственной силе, способной исцелять мир».
Мировая премьера фильма прошла 25 апреля в рамках конкурса «Русские премьеры» 46-го Московского международного кинофестиваля; всего в конкурсе участвовало семь работ. Фильм Михайлова завоевал на фестивале две премии.

## Сюжет
Молодые актёры Марк и Чингиз прилетают в индийский город Варанаси для участия в съёмках артхаусного фильма. Они встречают остальных членов группы во главе с режиссёром Романом. Начинается подготовка к съёмкам. Актрисе Маше Роман бреет волосы на голове. Также Роман знакомит группу с известным музыкантом Димой, который также примет участие в фильме и который уже несколько лет живёт в соседнем городе Чунаре.
Идут съёмочные дни, но по вечерам герои также ходят по городу в сопровождении одного из операторов. Марк случайно знакомится на улице с русской девушкой Светой, вскоре между ними завязываются отношения. В один из дней Чингиз говорит Марку, что в своё время он часто смотрел в интернете видео «одной вебкамщицы», и показывает что-то Марку на телефоне. После этого отношения Марка со Светой чуть не прекращаются, но они остаются вместе. В какой-то момент в группе возникает слух, что Марк со Светой уезжают на Гоа. Роман идёт к Свете, где встречает Марка, который утверждает, что всё в порядке и он готов продолжать участвовать в съёмках.
Марк приводит Свету на съёмочную площадку и просит Романа дать ей какую-то роль. Роман говорит с Марком и Светой, повторяя, что «так не делается». Света уходит и исчезает, Марк также пропадает несколько дней, съёмки простаивают. Роман с группой пытаются сами найти Свету, но безуспешно. Маша сообщает Роману, что решила остаться в Варанаси по крайней мере на год в одном из ашрамов. Марк возвращается, между ним и Романом происходит разговор, в ходе которого они оба утверждают, что не будут больше работать друг с другом. Вскоре Роман через знакомых находит дом, где теперь живёт Света. Они с Марком и операторами приходят туда. Марк и Света воссоединяются. Операторы снимают их, и Роман говорит о том, что это очень красивая сцена, которой он хочет закончить фильм, и что «надо снимать фильмы о любви». Марк пытается прогнать операторов, но один из них тайком продолжает снимать пару из-за угла.

## В ролях
- Марк Эйдельштейн — Марк, актёр
- Дарья Брюханова — Света
- Роман Михайлов — Рома, режиссёр
- Александра Киселёва — Саша, актриса
- Мария Мацель — Маша, актриса
- Илларион Маров — Ларик, актёр
- Чингиз Гараев — Чингиз, актёр
- Дмитрий Кузнецов — Дима (Хаски), музыкант
- Алина Насибуллина — помощница режиссёра

## Награды
- 2024 — Московский международный кинофестиваль 2024 — Приз жюри NETPAC («За отражение нежности в водах реки Ганг»)[5]
- 2024 — Московский международный кинофестиваль 2024 — Приз федерации киноклубов по конкурсу «Русские премьеры»[5]

## Отзывы
Фильм получил восторженные отзывы критиков. Так, по мнению Юлия Савиковской (РГ), «это очень умный и оригинальный фильм-шутка, фильм-игра, фильм-стёб и фильм-симулякр». Автор отмечает, что «при всём желании снять фильм о выходящей из повиновения молодежи Роман Михайлов снимает картину о себе самом и своем принятии того факта, что любовь — это не менее классный сюжет, если она красивая и стоящая внимания».
Полина Мякина (Сеанс) отмечает, что «шутливым языком фильм говорит о серьезном — процессе исправления распавшегося мира», подытоживая идейный посыл фильма словами одного из героев: «Я хочу снимать сказки, потому что там я никому ничего не буду должен. А сны — потому что это красиво».
Елена Трусова (Профисинема) подчёркивает, что фильм снят в жанре мокьюментари, «режиссёр и актёры играют самих себя, но в итоге снимут они совсем не то, что изначально планировали». При этом, хотя проект снимали «в бедном Варанаси, где в воздухе развеян пепел от ритуальных костров на берегу Ганга, а дети играют среди полуразрушенных домов, картинка в фильме поистине завораживает».
Владимир Ростовский (Film.ru), оценив фильм на 9 баллов из 10, отметил, что «выбор псевдодокументального формата кажется логичным развитием идей Михайлова», а сам фильм «продолжает традицию предыдущих картин главного метамодерниста России: расширяет границы видимого, погружая зрителей в эфемерный нарратив». При этом Роман Михайлов совершет «серьёзный эволюционный скачок, создав большое, сложное и вдумчивое кино в романтической обертке». Фильм «разрушает заданные в начале установки, ломает привычный нарратив и возводит на осколках нечто новое», а «видимая простота сюжета скрывает огромный пласт смыслов: иногда нелепых и забавных, иногда пугающих, а порой ошеломляюще прямолинейных».